# Papa Urban al VIII-lea
Papa Urban al VIII-lea, născut Maffeo Barberini, (n. 5 aprilie 1568, Florența, Ducatul Florenței⁠(d) – d. 29 iulie 1644, Roma, Statele Papale) a fost papă al Romei între 1623-1644.